# Myospila emeishanensis
Myospila emeishanensis är en tvåvingeart som beskrevs av Feng 2005. Myospila emeishanensis ingår i släktet Myospila och familjen husflugor. Inga underarter finns listade i Catalogue of Life.